# Beregardó
Beregardó (1899-ig Beregszász-Végardó, ukránul Чепивкa [Csepivka], szlovákul Ardov, oroszul Чепoвкa [Csepovka]), korábban Берегово-Ардово [Berehovo-Ardovo]) Beregszász külvárosa Ukrajnában, Kárpátalján.

## Fekvése
Beregszásztól 2 km-re északra fekszik, közigazgatásilag Beregszászhoz tartozik.

## Nevének eredete
Ardó neve magyar foglalkozásnévből ered, királyi szolgálatban lévő erdőóvók települését jelöli. A falu egykori lakóinak feladata valószínű a királyi vadászóterületül szolgáló beregi erdők védelme és felügyelete lehetett.

## Története
Beregardó nevét először 1332-ben a pápai tizedjegyzék említette Ordow néven. 1347-ben Ordo, 1480-ban Zaazardo, 1530-ban, 1542-ben és 1550-ben Ardo, 1553-ban Bereghzaz-Ardo, 1808-ban Ardó (Beregszászvég), Ardow, Ardü, 1877-ben Végardó, 1913-ban Beregardó néven említették az oklevelekben.
A 14–15. században megye- és nemesi gyűléseket tartottak itt. 1566-ban a tatárok felgyújtották és kirabolták a falut. Református temploma 14–15. századi eredetű, 1779-ben újították fel, de mai alakját csak 1938-ban nyerte el. 1975 és 1978 között helyreállították, de a hívek csak 1989-ben kapták vissza.
1910-ben 812, túlnyomórészt magyar lakosa volt. A trianoni békeszerződésig Bereg vármegye Tiszaháti járásához tartozott.

## Híres emberek
- Itt született 1782-ben br. Perényi Zsigmond Ugocsa vármegye főispánja, 1848-ban a felsőház elnöke, akit a trónfosztó nyilatkozat aláírása miatt 1849. október 24-én kivégeztek.
- Itt halt meg 1828. május 18-án Beregszászi Nagy Pál nyelvész, nyelvtörténész..